# Винт Разболтайло
Винт Разболтайло (англ. Gyro Gearloose) — вымышленный петух, созданный Карлом Барксом для The Walt Disney Company. Он — один из героев вселенной Дональда Дака, появляющийся в юмористических книгах о Дональде в качестве его друга и приятеля Скруджа Макдака. Часто встречается в мультсериале Утиные истории. Первое появление — комикс Карла Баркса Gladstone’s Terrible Secret.

## Мультфильмы и телевидение
Винт как анимированный персонаж первый раз появился в полнометражном кино в 80-х. В 1987-м Разболтайло стал постоянным персонажем Утиных Историй с озвучкой Хала Смита, но некоторые эпизоды озвучивал Барри Гордон. Среди примечательных изобретений Винта был костюм охранника банка Скруджа Макдака. Несмотря на то, что дом и магазин Разболтайло расположены на юге Даксбурга, сам он родился на севере: на знаке отмечено его место рождения и упоминается одно из изобретений: шляпы без верха.